# 蓮蓉包

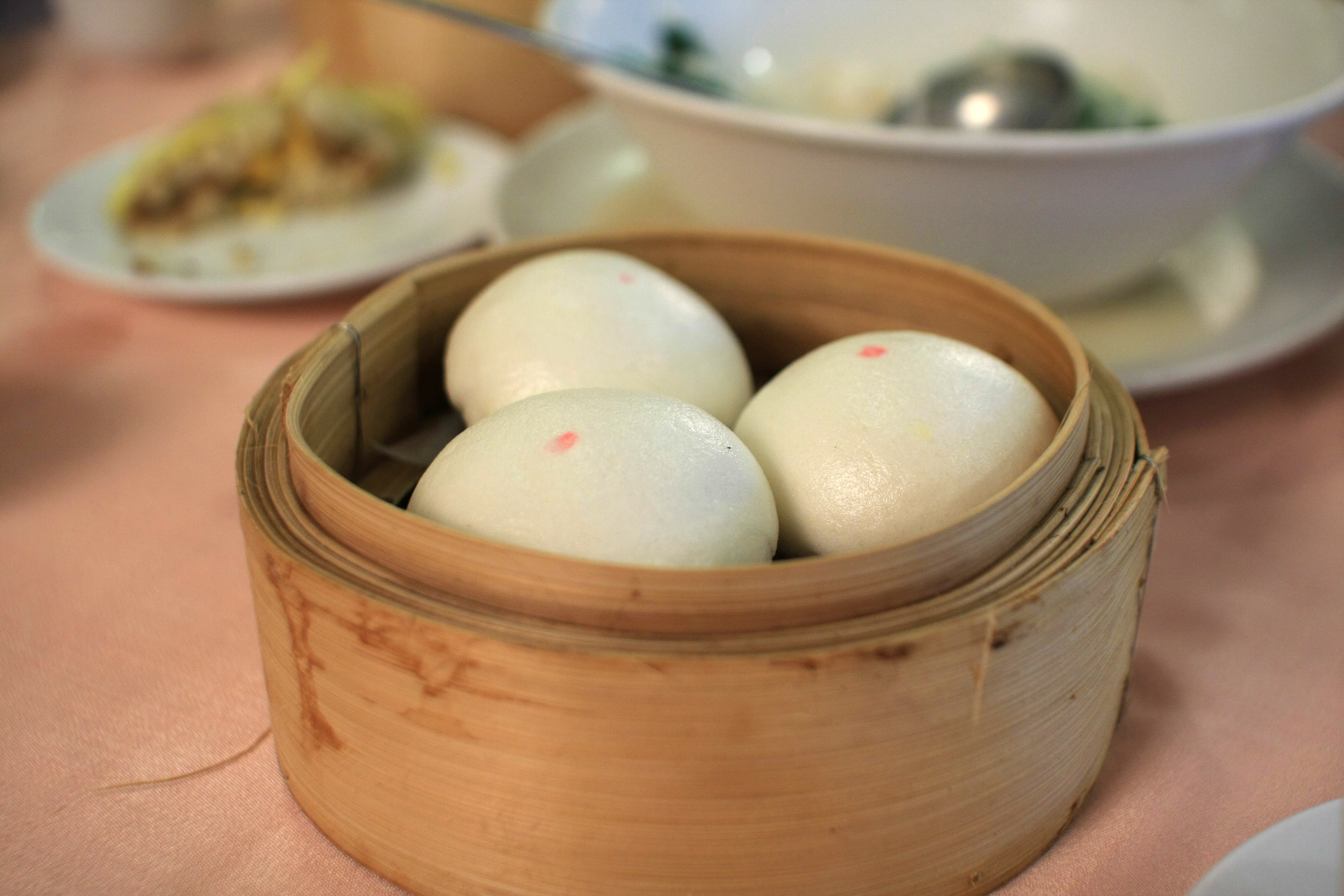
蓮蓉包:この独特の料理は、多くの典型的な広東料理店で点心として出される。

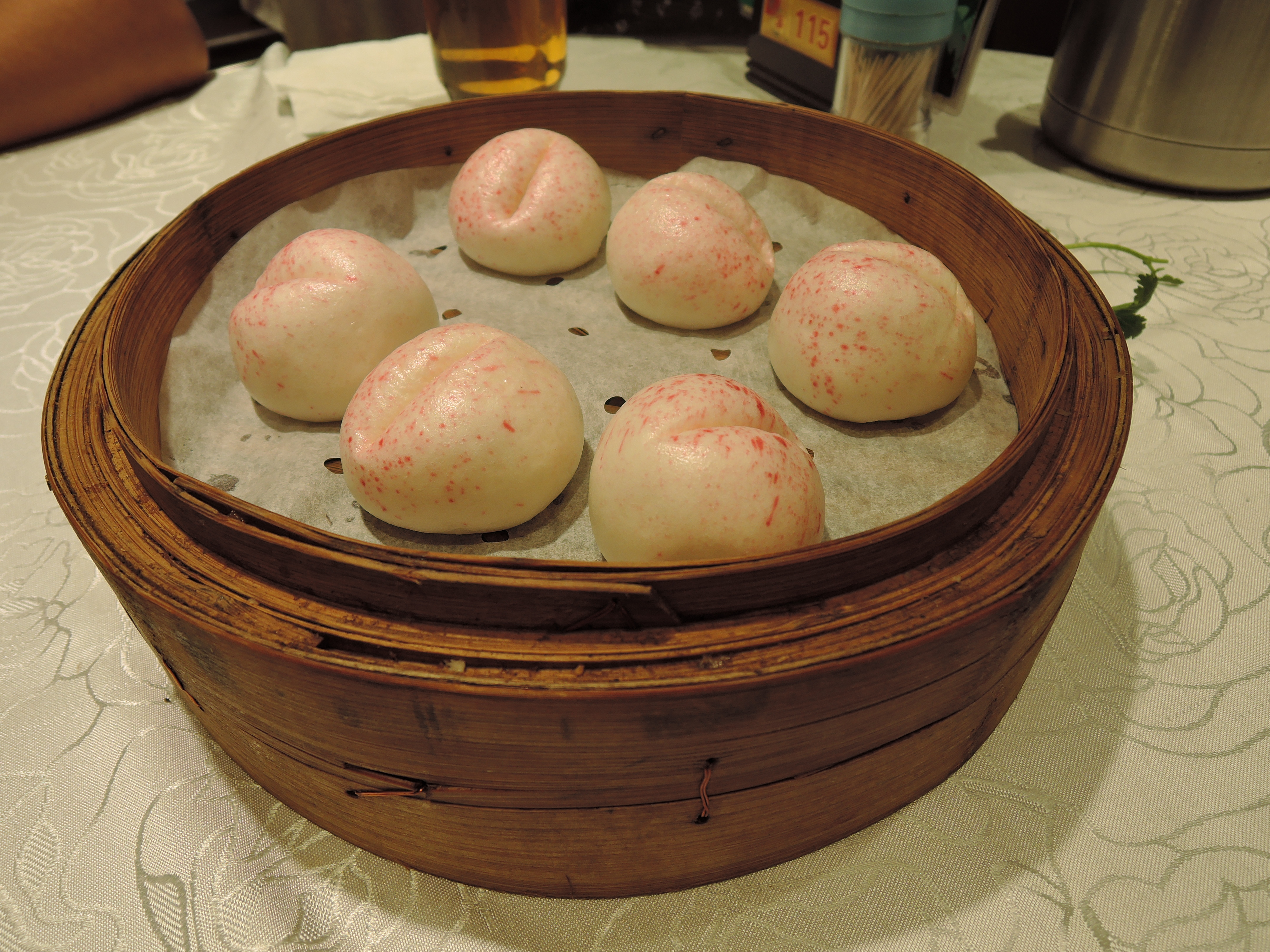
壽桃包:誕生日などの記念日に食される蓮蓉包

蓮蓉包（れんようほう、リエンロンパオ、蓮茸包とも）は中国大陸（特に広東料理）や香港、マカオなどで点心としてよく出される菓子パンである。酵母ベースのパン生地にハスの実を餡状にした物を入れて、蒸して調理される。海外の中華街でもしばしば見かける料理でもある。
莲蓉包を桃の形に成形したものを壽桃包（ショウタオパオ）といい、縁起物として食される。

## 調理法
湖南省産のハスの実をラードと一緒にこねて、ペースト状(これを蓮蓉という)にする。続いて砂糖を加え油で揚げながら攪拌し、餡とする。その餡を酵母ベースの白いパン生地に入れて、蒸籠で15分程蒸して作る。
包子には異なった材料が多くあるためか、特にパン生地は作り手によって異なった物が出来上がる。一般的にパン生地は、叉焼包で使う物と関連のある材料を使って作られている。